# Expeditionen: min kärlekshistoria
Expeditionen: min kärlekshistoria är en bok från 2013 av Bea Uusma. Boken handlar om Andrées polarexpedition som ägde rum i slutet av 1800-talet. 

## Handling
I närmare etthundra år har polarforskare och många andra funderat över och försökt lösa gåtan med vad som hände Andrées polarexpedition, det djärva och fullkomligt misslyckade svenska försöket att 1897 resa över Arktis med vätgasballongen Örnen. Ingenjören Salomon August Andrée och de två övriga deltagarna, Knut Frænkel och Nils Strindberg, omkom under expeditionen och deras kvarlevor hittades år 1930 på Vitön. Men vad hade hänt?
Bea Uusma, som är läkare och författare, bestämde sig för att bli en av dem som försökte lösa gåtan. Uusma berättar i boken om sina efterforskningar i arkiven och om hur hon till sist också reser till Vitön, för att jämföra sina arkivfynd på plats.

## Prisad bok
Uusma tilldelades Augustpriset 2013 i den facklitterära kategorin för boken. Motivering löd i korthet:
| ” | Författaren och läkaren Bea Uusma har genom egen forskning och med ett starkt personligt engagemang kastat nytt ljus över denna tragiska polarexpedition. En estetiskt tilltalande bok som presenterar fakta och teorier på ett nytt, spännande och tänkvärt sätt. | „ |